# Класифікація нафт
Класифіка́ція нафт — у світі існують різні хімічні, генетичні, промислові та товарні класифікації нафт, які знайшли своє відображення у відповідних нормативних документах. В основу технологічної класифікації нафт покладено вміст сірки в нафтах і світлих нафтопродуктах, вихід фракцій, що википають при температурах до 350°С, потенційний вміст та індекс в'язкості базових мастил і вміст парафіну.

## Загальна характеристика
Класифікація нафт — розподіл нафт на класи, типи, групи і види.
За складом дистилятної частини нафти ділять на п'ять класів: метанова, метано-нафтенова, нафтенова, метано-нафтено-ароматична і нафтено-ароматична.
За вмістом сірки нафту ділять на малосірчисту (до 0,5 %), сірчисту (0,5-2 %) і високосірчисту (понад 2 %).
За вмістом фракцій, що википають при перегонці до температури 350°С, її ділять на типи: Т1 (понад 45 %), Т2 (30-45 %), Т3 (менше 30 %).
За вмістом базових мастил нафти ділять на чотири групи: М1 (понад 25 %), М2 (20-25 %), М3 (15-20 %) і М4 (менше 15 %).
За вмістом твердих парафінів її ділять на три види: П1 (менше 1,5 %), П2 (1,5-6 %), П3 (понад 6 %).
За вмістом смол і асфальтенів нафту ділять на малосмолисту (до 10 %), смолисту (10-20 %) і високосмолисту (понад 20 %).
У практиці застосовується умовний поділ нафти на легку, середню і важку відповідно до густини до 850, 850—950 і понад 950 кг/м3.
| Класифікація нафт за вмістом сірки, парафіну, асфальтенів, виходом фракцій, дистилятних і залишкових олив, в'язкістю і густиною | Класифікація нафт за вмістом сірки, парафіну, асфальтенів, виходом фракцій, дистилятних і залишкових олив, в'язкістю і густиною | Класифікація нафт за вмістом сірки, парафіну, асфальтенів, виходом фракцій, дистилятних і залишкових олив, в'язкістю і густиною | Класифікація нафт за вмістом сірки, парафіну, асфальтенів, виходом фракцій, дистилятних і залишкових олив, в'язкістю і густиною | Класифікація нафт за вмістом сірки, парафіну, асфальтенів, виходом фракцій, дистилятних і залишкових олив, в'язкістю і густиною | Класифікація нафт за вмістом сірки, парафіну, асфальтенів, виходом фракцій, дистилятних і залишкових олив, в'язкістю і густиною | Класифікація нафт за вмістом сірки, парафіну, асфальтенів, виходом фракцій, дистилятних і залишкових олив, в'язкістю і густиною |
| --- | --- | --- | --- | --- | --- | --- |
| За вмістом загальної сірки нафти поділяють на три класи:                                                                        | В залежності від виходу фракцій, що википають при температурах до 350ºС нафти поділяються на три типи:                          | За сумарним вмістом дистилятних і залишкових олив — на чотири групи:                                                            | За величиною індексу в'язкості олив є 2 підгрупи нафт:                                                                          | За вмістом парафіну — три види:                                                                                                 | За вмістом смол і асфальтенів нафту поділяють на:                                                                               | Залежно від густини при 20ºС нафти поділяють на три групи:                                                                      |
| І — малосірчисті (до 0,5 %); | Т1 — не менше 45 %; | М1 — не менше 25 % в перерахунку на нафту;                                                                                      | И1 (>85) та | П1 — не більше 1,5 %; | 1 — легкі (до 850 кг/м3); | малосмолиста ( до 10 %) |
| ІІ — сірчисті (0,51—2,0 %); | Т2 — (30—44,9 %); | М2 — (15—25 %) в перерахунку на нафту і не менше 45 % в перерахунку на мазут;                                                   | И2 (40—85). | П2 — (1,51—6,0 %); | 2 — середні (850—890 кг/м3); | смолисту (10—20 %) |
| ІІІ — високосірчисті (понад 2,0 %).                                                                                             | Т3 — менше 30 %. | М3 — відповідно 15—25 % і 30—45 %;                                                                                              | | П3 — понад 6 %. | 3 — важкі (понад 890 кг/м3). | високосмолисту (понад 20 %). |
| | | М4 — менше 15 % в перерахунку на нафту.                                                                                         | | | | |

За видом нетрадиційних колекторів: shale oil- сланцева нафта, Oil sands — нафтоносні піски, Tight oil — нафта щільних колекторів.
У нафтовій промисловості, найчастіше застосовується класифікація нафти за місцем видобутку, густиною та вмістом сірки. Нафти із певних джерел та із встановленим хімічним складом поділяються на марки або сорти, найвідомішими серед яких є три елітні сорти (також маркерні):
- West Texas Intermediate (WTI)
- Brent Crude
- Dubai Crude

У той час як загалом виділяється близько 160 марок нафти, що підлягають міжнародній торгівлі, три вказані вище сорти використовуються як головні покажчики світових цін на нафту.

## Окремі різновиди нафт
- Сира нафта
- Нафта концесійна
- Ньютонівська нафта
- Нафта, недонасичена газом
- Нафта чиста
- Нафта асфальтової основи
- Нафта малосмолиста
- Нафта малопарафіниста
- Нафта жива
- Нафта чорна
- Нафта сильносмолиста
- Нафта стабілізована
- Нафта газована
- Нафта смолиста
- Нафта насичена газом
- Високосірчиста нафта‎
- Малосірчиста
- Сірчиста нафта
- Нафта пластова